# أحمد يوسف الصفطاوي
أحمد يوسف الصفطاوي (1976-)هو طبيب جراح يعيش في بولندا من أصل فلسطيني من مدينة غزة، يعتبر أحد أشهر الجراحين والذي ساهم في إجراء أول عملية ناجحة لزراعة الذراعين على مستوى بولندا والثالثة على مستوى أوروبا.

## حياته
من مواليد الدوحة - قطر، عام 1976، بعد انتهائه من المرحلة الدراسية انتقل إلى بولندا للدراسة الجامعية، درس الطب منذ عام 1994 في بولندا ثم انهى تخصصه في الجراحة العامة ثم نال شهادة الدكتوراة في جراحة اليد وتخصص في زراعة الاطراف وخصوصا العلوية وقد كان من ضمن الفريق الطبي الذي اجرى أول عملية زرع ذراعين لجندي بولندي مبتور اليدين نتيجة انفجار وكانت المتبرعة بالذراعين سيدة بولندية تبرعت بهما بعد وفاتها وتعتبر هذه العملية أول عملية ناجحة لزراعة الذراعين على مستوى بولندا والثالثة على مستوى أوروبا. وقد اجرى الدكتور الصفطاوي والفريق الطبي الذي يعمل معه ثمان عمليات زراعة للايدي من هذا النوع لغاية الآن.

## تكريم
منح الرئيس البولندي الدكتور الجراح أحمد يوسف الصفطاوي وسام الشرف الفضي البولندي لتفوقه في جراحة زرع الأعضاء متعددة الانسجة والجراحة الترميمية في فبراير عام 2014.